# Nuoto sincronizzato ai campionati europei di nuoto 2014 - Squadre (programma libero)
La gara a squadre (programma libero) del nuoto sincronizzato si è svolta tra il 13 e il 16 agosto 2014.

## Medaglie
| Posizione | Atlete | Paese   |
| --------- | --- | ------- |
| Oro       | Vlada Chigireva Svetlana Kolesnichenko Anisya Olkhova Elena Prokofyeva Alla Shishkina Marija Šuročkina Gelena Topilina Darina Valitova Lilia Nizamova* Michaėla Kalanča*                                               | Russia  |
| Argento   | Lolita Ananasova Olena Grechykhina Olga Kondrashova Oleksandra Sabada Kateryna Sadurska Anastasiya Savchuk Kseniya Sydorenko Anna Vološyna Oleksandra Kashuba* Dana-Mariia Klymenko* Kateryna Reznik* Olha Zolotarova* | Ucraina |
| Bronzo    | Clara Basiana Alba María Cabello Ona Carbonell Margalida Crespí Sara Levy Meritxell Mas Cristina Salvador Paula Klamburg Clara Camacho* Cecilia Jiménez*                                                               | Spagna  |

* Riserva

## Risultati
La fase preliminare si è svolta in due fasi. La sera del 13 agosto 2014 si è svolta la prova tecnica, mentre la sera del 14 agosto si è svolta la prova libera. La finale si è svolta la sera del 16 agosto.
| Pos. | Nazionalità | Tecnico | Tecnico | Libero  | Libero | Eliminatorie | Eliminatorie | Finale  | Finale |
| Pos. | Nazionalità | Punti   | Pos.    | Punti   | Pos.   | Punti        | Pos.         | Punti   | Pos.   |
| ---- | ----------- | ------- | ------- | ------- | ------ | ------------ | ------------ | ------- | ------ |
|      | Russia      | 92.9268 | 1       | 96.0333 | 1      | 188.9601     | 1            | 96.8333 | 1      |
|      | Ucraina     | 90.0817 | 2       | 92.7000 | 2      | 182.7817     | 2            | 94.0667 | 2      |
|      | Spagna      | 90.0133 | 3       | 91.7667 | 3      | 181.7800     | 3            | 92.4667 | 3      |
| 4    | Italia      | 86.1961 | 4       | 88.9333 | 4      | 175.1294     | 4            | 89.8000 | 4      |
| 5    | Francia     | 83.2994 | 5       | 85.9000 | 5      | 169.1994     | 5            | 86.5667 | 5      |
| 6    | Grecia      | 81.1539 | 6       | 83.9667 | 6      | 165.1206     | 6            | 84.8333 | 6      |
| 7    | Bielorussia | 78.3729 | 7       | 81.2333 | 7      | 159.6062     | 7            | 82.7667 | 7      |
| 8    | Svizzera    | 76.9543 | 8       | 79.4667 | 8      | 156.4210     | 8            | 80.0333 | 8      |
| 9    | Germania    | 74.5083 | 9       | 77.1000 | 9      | 151.6083     | 9            | 78.5333 | 9      |
| 10   | Regno Unito | 72.7617 | 10      | 75.3333 | 10     | 148.0950     | 10           | 75.9667 | 10     |
| 11   | Ungheria    | 72.5726 | 11      | 73.1000 | 11     | 145.6726     | 11           | 73.0333 | 11     |
| 12   | Turchia     | 70.2608 | 12      | 71.5333 | 12     | 141.7941     | 12           | 72.9000 | 12     |